# Ilia Blăskovo, Șumen
Ilia Blăskovo (în bulgară Илия Блъсково) este un sat în comuna Șumen, regiunea Șumen,  Bulgaria. 

## Demografie
Componența etnică a satului Ilia Blăskovo
     Romi (33,15%)
     Bulgari (56,14%)
     Nicio identificare (9,89%)
     Altele (0,8%)
La recensământul din 2011, populația satului Ilia Blăskovo era de 374 locuitori. Din punct de vedere etnic, majoritatea locuitorilor (56,14%) erau bulgari, cu o minoritate de romi (33,15%). Pentru 9,89% din locuitori nu este cunoscută apartenența etnică.